# Ibrahim Lawani
Ibrahim Lawani (ur. 15 września 2001 w Vitry-sur-Seine) – francuski siatkarz, grający na pozycji atakującego, reprezentant Francji U-22.
W listopadzie 2023 roku musiał rozwiązać kontrakt z Vero Volley Monza, gdyż miał problemy z barkiem, a po wykonaniu licznych badań okazało się, że przyczyną jego dolegliwości było zapalenie torebki stawowej, które wykluczyło go z gry do końca sezonu 2023/2024.

## Kariera klubowa
| Kariera juniorska | Kariera juniorska  | Kariera juniorska       | Kariera juniorska | Kariera juniorska | Kariera juniorska | Kariera juniorska | Kariera juniorska | Kariera juniorska | Kariera juniorska | Kariera juniorska |
| ----------------- | ------------------ | ----------------------- | ----------------- | ----------------- | ----------------- | ----------------- | ----------------- | ----------------- | ----------------- | ----------------- |
| Sezon             | W klubie           | Klub                    |                   |                   |                   |                   |                   |                   |                   |                   |
| kariera juniorska |                    |                         |                   |                   |                   |                   |                   |                   |                   |                   |
|                   |                    | CNVB                    |                   |                   |                   |                   |                   |                   |                   |                   |
| 2017/2018         | Chaville Sèvres VB |                         |                   |                   |                   |                   |                   |                   |                   |                   |
| 2018/2019         | France Avenir 2024 |                         |                   |                   |                   |                   |                   |                   |                   |                   |
| 2019/2020         | France Avenir 2024 | do 02.2020              |                   |                   |                   |                   |                   |                   |                   |                   |
| 2019/2020         | kariera seniorska  |                         |                   |                   |                   |                   |                   |                   |                   |                   |
| 2019/2020         | od 23.02.2020      | Paris Volley            |                   |                   |                   |                   |                   |                   |                   |                   |
| 2020/2021         |                    | Paris Volley            |                   |                   |                   |                   |                   |                   |                   |                   |
| 2021/2022         |                    | Paris Volley            |                   |                   |                   |                   |                   |                   |                   |                   |
| 2022/2023         | do 22.01.2023      | Paris Volley            |                   |                   |                   |                   |                   |                   |                   |                   |
| 2022/2023         | od 25.01.2023      | Gioiella Prisma Taranto |                   |                   |                   |                   |                   |                   |                   |                   |
| 2023/2024         | do 11.11.2023      | Vero Volley Monza       |                   |                   |                   |                   |                   |                   |                   |                   |
| 2024/2025         | do 04.03.2025      | Vero Volley Monza       |                   |                   |                   |                   |                   |                   |                   |                   |

## Sukcesy reprezentacyjne
Mistrzostwa Europy U-22:
- 2022[8]

## Nagrody indywidualne
- 2022: Najlepszy atakujący Mistrzostw Europy U-22[9]